# Маркези, Матильда
Мати́льда Марке́зи де Кастроне (нем. Mathilde Marchesi de Castrone, урожд. Грауман, нем. Graumann; 24 марта 1821[…] или 28 марта 1826, Франкфурт-на-Майне — 17 ноября 1913, 18 июня 1913 или 18 ноября 1913, Лондон) — немецко-австрийская оперная певица (меццо-сопрано) и музыкальный педагог.
Училась пению сначала в Вене, а затем в Париже у Мануэля Гарсии, здесь же вышла замуж за певца Сальваторе де Кастроне, выступавшего под псевдонимом Сальваторе Маркези. В 1849 году дебютировала на оперной сцене как певица (меццо-сопрано), однако особенно значительным голосом не обладала и уже в 1854 году перешла к преподаванию, став со временем одной из наиболее крупных фигур в преподавании оперного вокала. Первоначально Маркези преподавала в Венской консерватории, позже, с 1861 года — в Париже, с 1865 года — в Кёльне, с 1868 года — снова в Вене.
Среди учениц Маркези — Бланш Арраль, Эмма Невада, Этелка Герстер, Нелли Мелба, Эмма Кальве, Евгения Мравина, Надежда Забела-Врубель, Сибилла Сандерсон, Мария Дейша-Сионицкая, Зельма Курц, Роза Папир, Майкки Ярнефельт-Пальмгрен, Софи Рёр-Брайнин, Луиза Джонсон-Мисевич и многие другие, а также Бланш Маркези, её дочь.
«Школа пения», написанная Маркези, была переведена на многие европейские языки (в частности, русский перевод — 1888, последнее издание — 2005) и переиздаётся до сих пор.